# Cheilosia ingerae
Cheilosia ingerae is een vliegensoort uit de familie van de zweefvliegen (Syrphidae). De wetenschappelijke naam van de soort is voor het eerst geldig gepubliceerd in 2001 door Nielsen & Claussen.